# Hirundapus
Hirundapus – rodzaj ptaków z podrodziny jerzyków (Apodinae) w rodzinie jerzykowatych (Apodidae).

## Zasięg występowania
Rodzaj obejmuje gatunki występujące w Azji; podgatunek nominatywny igłosternika białogardłego (Hirundapus caudacutus caudacutus) zimuje w Australii i na Nowej Gwinei.

## Morfologia
Długość ciała 19–25  cm; masa ciała 76–203 g.

## Systematyka

### Etymologia
- Hirundapus: zbitka wyrazowa nazw rodzajów: Hirundo Linnaeus, 1758 (jaskółka) oraz Apus Scopoli, 1777 (jerzyk)[5].
- Pallenia: gr. Pallene, miasto w Attyce. W ornitologii nazwy i osoby związane z Attyką były powszechnie kojarzone z rodzajami i gatunkami jaskółek oraz jerzyków[6]. Gatunek typowy: Cypselus giganteus Temminck, 1825.

### Podział systematyczny
Do rodzaju należą następujące gatunki:
- Hirundapus caudacutus (Latham, 1801) – igłosternik białogardły
- Hirundapus cochinchinensis (Oustalet, 1878) – igłosternik indochiński
- Hirundapus giganteus (Temminck, 1825) – igłosternik wielki
- Hirundapus celebensis (Sclater, P.L., 1866) – igłosternik czarnogardły